# Nicke Kabamba
Nicke Kabamba (Brent, 1º febbraio 1993) è un calciatore inglese naturalizzato congolese (Repubblica Democratica del Congo), attaccante del Barnet.

## Carriera
Ha giocato nella prima divisione scozzese con il Kilmarnock.

## Palmarès

### Club

#### Competizioni nazionali
- Football League Two: 1

Portsmouth: 2016-2017